# Marie Walewska
Marie Walewska (nacida Maria Łączyńska) (Kiernozia, Łowicz, Polonia, 7 de diciembre de 1786 - París, Francia, 11 de diciembre de 1817) fue una aristócrata polaca, amante del emperador Napoleón Bonaparte y madre de uno de sus hijos no reconocidos.

## Primeros años
Fue la menor de los siete hijos de Eva Zaborowski y del conde Mateusz Leczynski, a quien apenas llegó a conocer porque falleció en 1794, a consecuencia de las heridas que recibió en la batalla de Maciejowice. La familia pertenecía a la alta nobleza polaca pero tenía pocos recursos económicos; María recibió una esmerada educación por medio de profesores particulares, entre los que se destaca Nicolás Chopin, padre del famoso compositor Frédéric Chopin; la jovencita completó su educación en un convento donde fue alojada.

## Su matrimonio
Al cumplir 18 años y como consecuencia de la difícil situación económica familiar, su madre le impuso casarse con el conde Anastase Colonna Walewski, de gran riqueza y cuarenta años mayor que ella. La pareja se radicó en el hogar del esposo en Varsovia y tuvo un hijo, Antoni Rudolf Bazyli Colonna-Walewski.

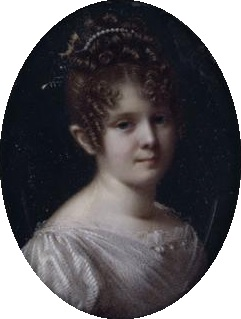
Marie Walewska.

Desde 1795 Polonia había dejado de existir como estado independiente y su territorio se encontraba dividido sujeto al dominio del Imperio ruso, Austria y Prusia. El conde y la condesa frecuentaban los círculos sociales bonapartistas, que veían a Napoleón Bonaparte, que había sido proclamado emperador el 28 de mayo de 1804, como el libertador que ayudaría a la causa de la independencia de Polonia.
Napoleón entró en Varsovia con sus tropas en 1807 y cuando conoció a Marie Walewska quedó prendado de la misma; tanto Poniatowski como otros bonapartistas polacos alentaron una relación que pensaban favorecía sus aspiraciones políticas independentistas aunque la condesa se negó al principio, pero luego, con el consentimiento de su esposo, se convirtió en amante del emperador que por entonces estaba casado con Josefina de Beauharnais, y también se enamoró de él. En 1809 Marie siguió a Napoleón a Viena, donde vivió en una casa cercana a la residencia del mismo, y durante esa estadía quedó embarazada. El hijo de la pareja, Alejandro José Colonna, nacido cerca de Varsovia el 4 de mayo de 1810, adoptó los apellidos del conde Walewski, que lo legitimó pese a su evidente bastardía. En 1807 Napoleón creó el Gran Ducado de Varsovia como parte del Tratado de Tilsit con Prusia. Su fundación recibió el apoyo de fuerzas republicanas en ambas partes de la dividida Polonia y de la gran diáspora polaca en Francia, que apoyó abiertamente a Napoleón como el único hombre capaz de restaurar la soberanía polaca tras la Segunda partición de Polonia en 1793 y aunque fue creado como un Estado satélite (y era solamente un ducado, en lugar de un reino), era creencia común que con el tiempo la nación recuperaría su estado y fronteras anteriores. Esa estructura política subsistió hasta que fue disuelta por el Congreso de Viena en 1814.
Marie Walewska y su hijo siguieron a Napoleón a París, donde en 1810 obtuvo la nulidad de su matrimonio con Josefina ya que la pareja no había podido tener hijos y eligió como nueva esposa a María Luisa de Habsburgo-Lorena, quien condicionó su aceptación a que se alejara de la que se conocía como «la reina polaca».
Napoleón donó 20 000 francos en oro a su hijo Alejandro y el 5 de mayo de 1812 en la ciudad de Saint Cloud, en presencia de María, firmó un documento por el cual le donaba 60 granjas ubicadas en los alrededores de Nápoles. También le confirió  por carta de patente el título de conde y, junto con él, el correspondiente escudo de armas, que era una combinación de los  de Laczynski-Walewski.

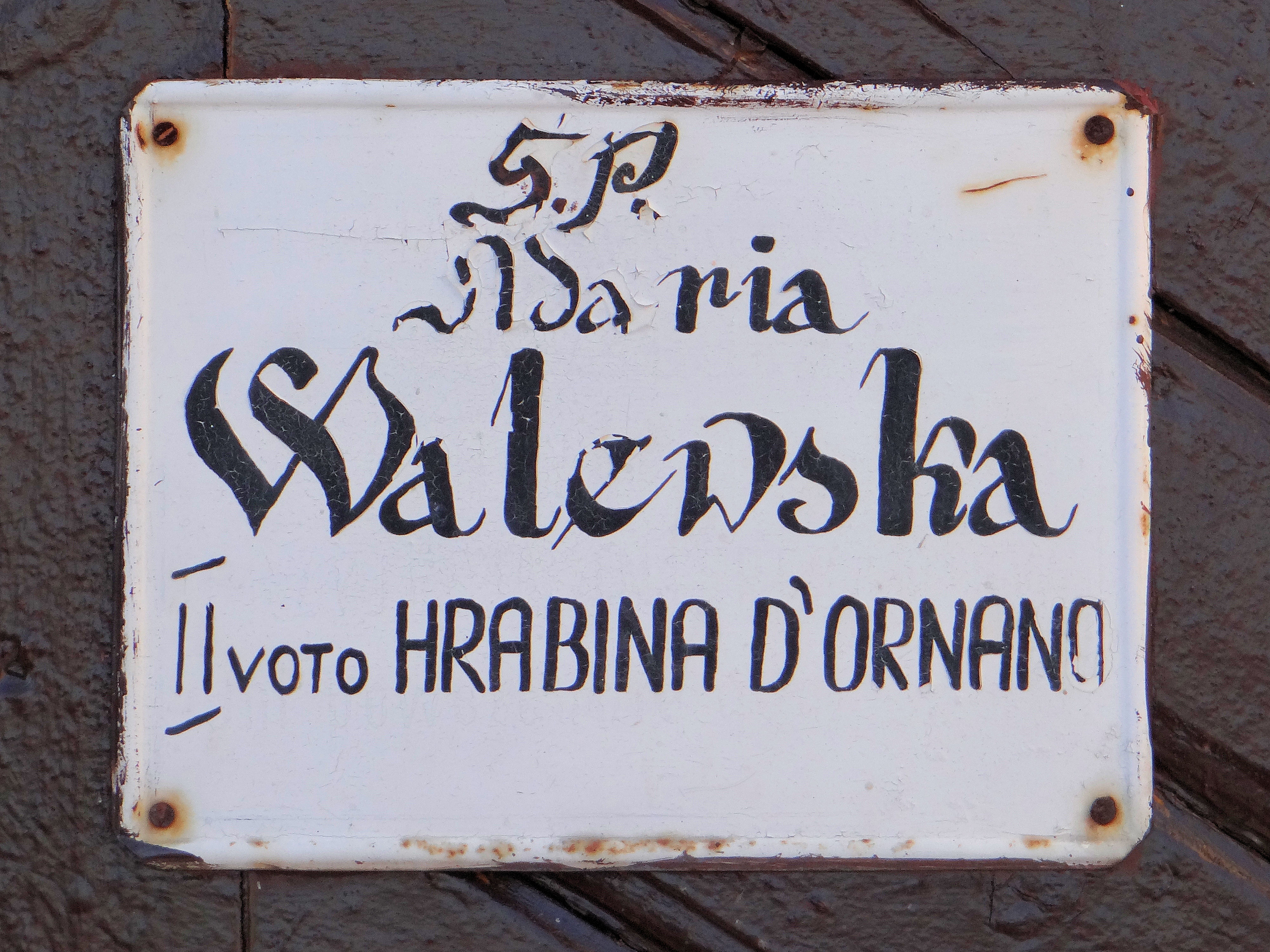
Placa colocada en la puerta de la cripta de Marie Walewska.

Conforme las normas que regían en Francia sobre los bienes del matrimonio, las rentas de las granjas cedidas a Alejandro podían, hasta su mayoría de edad, ser embargadas por los muchos acreedores que tenía por entonces el conde Anastase Colonna Walewski, por lo cual el 16 de julio de 1812 el matrimonio realizó un acta por la cual María declara su propósito de separarse legalmente de su esposo y de asumir el sostén económico de los dos hijos y el 24 de agosto un tribunal declaró disuelto su matrimonio conforme las normas del Código napoleónico. María, dada su condición de católica, consideró que su vínculo con el conde seguía existiendo incluso después de la decisión del tribunal civil, hasta que su esposo falleció en 1812.
Marie Walewska y su hijo se radicaron en una de las haciendas cedidas por el emperador en Nápoles y el 3 de septiembre de 1814, viajó a la isla de Elba con su hijo Alejandro y sus hermanos Emilia y Teodoro a visitar a Napoleón que estaba allí confinado. 
En 1816 se casó con el conde Philippe Antoine d'Ornano, primo segundo de Napoleón, y se instalaron a vivir en Lieja, Bélgica.
Falleció en París el 11 de diciembre de 1817, poco después de dar a luz a su hijo Rodolfo Augusto, de una enfermedad renal que le habían diagnosticado un año atrás. Fue enterrada en el Cementerio de Père Lachaise de esta ciudad y más adelante sus restos fueron trasladados a la cripta familiar en Kiernozia. 

## Legado

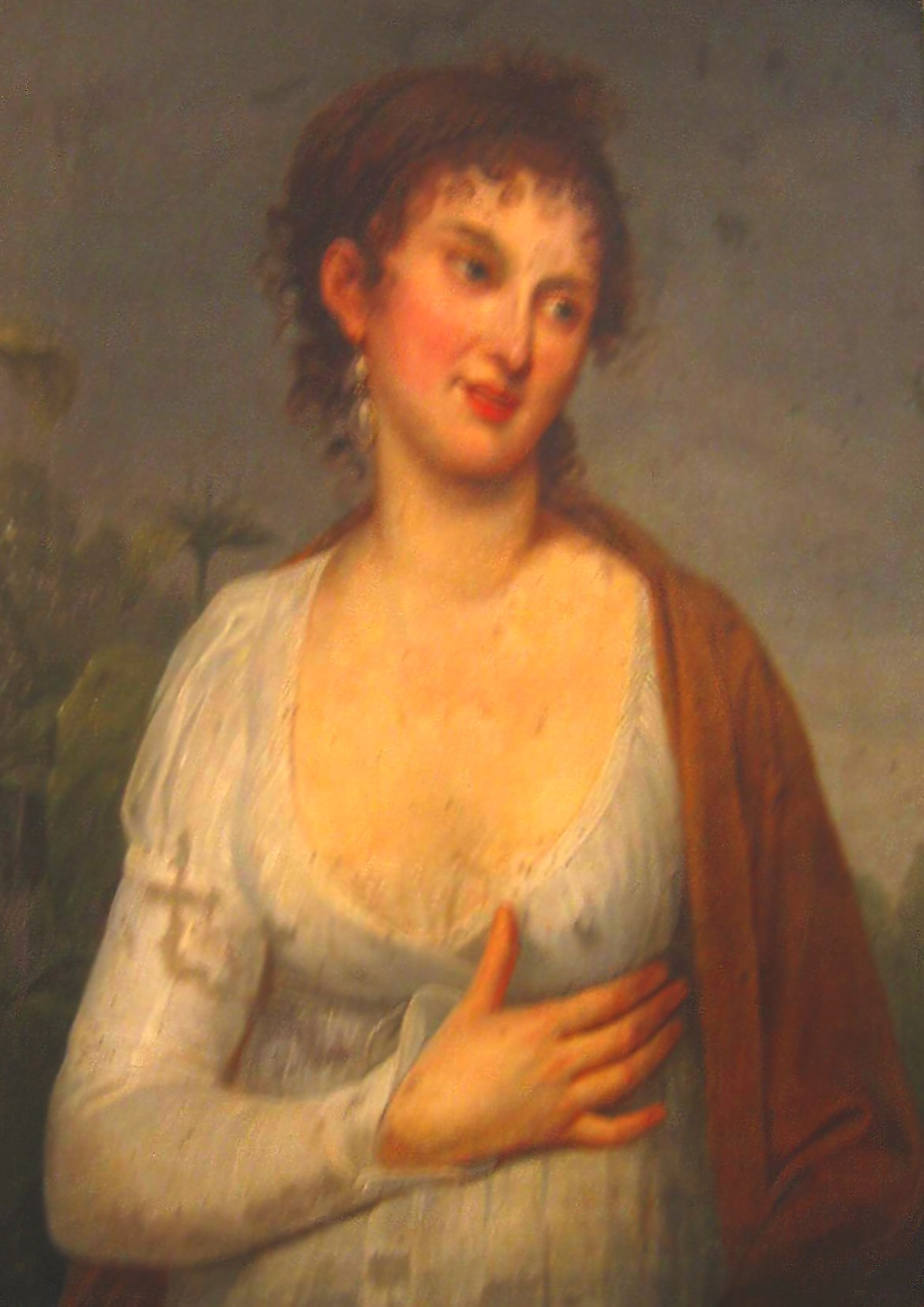
Marie Walewska.

El primer erudito que escribió un relato completo de su vida fue el biógrafo francés Frédéric Masson, a quien la familia d'Ornano le permitió usar sus memorias.
En la década de 1930 un descendiente, Antoine Philippe Rodolphe, IV conde de Ornano, escribió el libro Marie Walewska, la esposa polaca de Napoleón. Era una biografía benevolente que hasta mediados del siglo XX fue considerada como una fuente clave sobre Walewska ya que Antoine d'Ornano afirmó que se basó en documentos nunca publicados que permanecían en los archivos de La Branchoire, el castillo de la familia. El autor presentó a Marie como una patriota devota y una figura política influyente; afirmaba que estaba involucrada en tomar decisiones políticas importantes relacionadas con el desarrollo del Ducado de Varsovia y que tuvo disputas con figuras como Józef Poniatowski o Joachim Lelewel. Estas afirmaciones estimularon inmediatamente la controversia entre los historiadores polacos, que notaron que los acontecimientos descritos y las fechas citadas por d'Ornano parecían poco probables.
La biógrafa Marian Brandys trató de abordar algunas de estas dudas en su libro Los problemas con lady Walewska y llegó a cuestionar la existencia misma de documentos de La Branchoire. Su argumento principal era que los hechos presentados en el libro eran poco realistas a la luz del conocimiento histórico más amplio sobre las campañas napoleónicas y la política del Ducado de Varsovia. También señaló las numerosas discrepancias entre las ediciones francesa e inglesa del libro. El libro de D'Ornano tuvo un efecto igualmente profundo en los círculos de historiadores de Francia.
En la década de 1950 Jean Savant, un renombrado historiador y escritor, publicó un libro sobre Walewska en el que intentó recrear una biografía científica de Marie Walewska. Algunos extractos del mismo adelantados en Elle, una revista popular para mujeres, provocó una demanda del conde d'Ornano, que alegó que Savant había incurrido en plagio pues incluía trozos del relato de la propia María, tomados de su libro. Cuando Antoine d'Ornano murió, sus descendientes afirmaron que los extractos antes mencionados no eran materiales de fuentes históricas, como Savant afirmó, sino simplemente una invención del autor. Después de unos años de proceso la Corte de Casación decidió que Savant actuó legalmente; la familia d'Ornano nunca permitió que ningún historiador entrara en contacto con los supuestos archivos de Walewska e insistió en que no habían existido, motivando el siguiente libro en el que Savant  intentó demostrar lo contrario.

## Ficción
En 1937, Greta Garbo interpretó el papel de Marie Walewska en la película María Waleska que retrata su vida. Por su parte la actriz Alexandra Maria Lara la encarnó en la miniserie Napoleón en 2002.